# Люцерновая совка
Люце́рновая со́вка (лат. Heliothis viriplaca) — ночная бабочка из семейства совок. Распространена в Евразии.

## Описание
Усики у этой бабочки нитевидные, передние крылья оливково-жёлтые с чёрно-бурыми пятнами, задние крылья серовато-жёлтые с широкой тёмной краевой полосой. Грудь с длинными серыми волосками. Брюшко тёмно-серое, на заднем конце ржаво-бурое. Длина тела 13—16 мм. Размах крыльев 28—32 мм.
Бабочка встречается в средней и южной Европе и летает в мае и июне, откладывая яйца на различные дикорастущие растения, преимущественно из семейств губоцветных и мотыльковых. Гусеницы объедают как цветы, так и листья этих растений, переходя часто на лён и люцерну. Гусеница сыровато-зелёная или серовато-жёлтая с белыми продольными полосами. Взрослые гусеницы зимуют в земле, окукливаясь весной. 

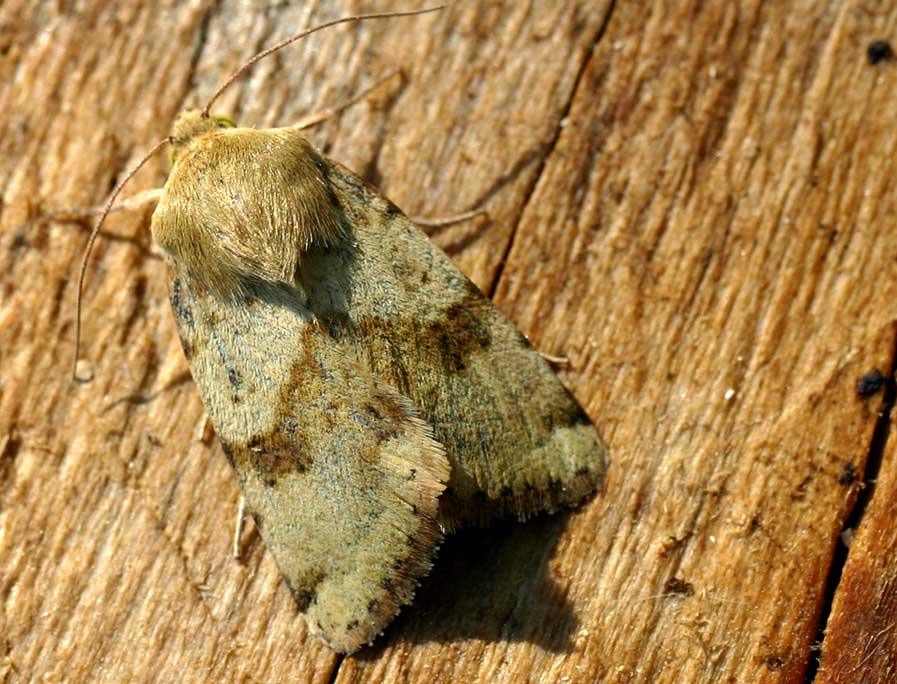